# Holacanthus limbaughi
Holacanthus limbaughi là một loài cá biển thuộc chi Holacanthus trong họ Cá bướm gai. Loài này được mô tả lần đầu tiên vào năm 1963.

## Từ nguyên
Từ định danh của loài được đặt theo tên của Conrad Limbaugh, nhà động vật học kiêm nhiếp ảnh gia dưới nước người Mỹ, người đã có công thu thập mẫu định danh của loài cá này.

## Phạm vi phân bố và môi trường sống
H. limbaughi là loài đặc hữu của đảo Clipperton (Pháp) ở Đông Thái Bình Dương. Loài này thường sống gần bờ ở độ sâu đến 10 m, nhưng đã được ghi nhận ở độ sâu đến 100 m.

## Loài bị đe dọa
H. limbaughi có phạm vi phân bố rất nhỏ hẹp, vì quần thể của chúng chỉ được biết đến tại một vị trí duy nhất là đảo Clipperton. Ngoài ra, ở vùng biển nhiệt đới phía đông Thái Bình Dương, tác động của hiện tượng El Niño đã dẫn đến tình trạng nước quá ấm và nghèo dinh dưỡng trong thời gian dài, gây nên sự suy giảm số lượng nghiêm trọng đối với các loài sống ở vùng nước nông, trong đó có cả H. limbaughi. Do đó, H. limbaughi được xếp vào danh sách Loài sắp bị đe dọa.

## Mô tả
H. limbaughi có chiều dài cơ thể tối đa được biết đến là 30 cm. H. limbaughi trưởng thành có màu xám xanh lam thẫm, ngoại trừ vây đuôi có màu trắng. Có một đốm trắng nhỏ ở thân trên (nằm trên vị trí chóp vây ngực khi áp vào thân). Vây bụng có màu trắng xanh. Vây ngực, vây lưng và vây hậu môn tiệp màu với thân; vây lưng và vây hậu môn có dải viền màu xanh sáng ở rìa. Cá con có các vệt sọc màu xanh lam trên cơ thể, trong đó có hai dải sọc ở đầu.
Số gai ở vây lưng: 14; Số tia vây ở vây lưng: 17–18; Số gai ở vây hậu môn: 3; Số tia vây ở vây hậu môn: 17–18; Số tia vây ở vây ngực: 17–18; Số gai ở vây bụng: 1; Số tia vây ở vây bụng: 5.